# Cratere Xamba
Xamba è un cratere sulla superficie di Rea.